# Matt Murray
Matthew John Murray (Solihull, 2 maggio 1981) è un ex calciatore inglese, di ruolo portiere.

## Carriera
Ha debuttato in FA Premier League il 16 agosto 2003 contro il Blackburn Rovers.
Ha annunciato il suo ritiro il 26 agosto 2010, all'età di 29 anni, per i continui infortuni subiti durante la sua carriera. Conta, in totale, 87 apparizioni con il Wolverhampton.
Il 26 agosto 2010, a 29 anni, ha annunciato il suo ritiro dal calcio.

## Palmarès

### Club

#### Competizioni nazionali
- Football League Championship: 1

Wolverhampton: 2008-2009